# Mashonarus
Mashonarus is een geslacht van spinnen uit de familie springspinnen (Salticidae).

## Soorten
De volgende soorten zijn bij het geslacht ingedeeld:
- Mashonarus brandbergensis Wesolowska, 2006
- Mashonarus guttatus Wesolowska & Cumming, 2002